# Stellidia tritonias
Stellidia tritonias là một loài bướm đêm trong họ Erebidae.